# 竹下昌男
竹下 昌男（たけした まさお、1960年 - ）は、大分県出身の日本の映画監督。

## 人物
佐藤正午原作『ジャンプ』が初監督作品。ネプチューン原田泰造演じる主人公を原作の饒舌さとは異なる丁寧なディテール描写でリアルに表現している。
2018年1月27日に全国公開された『ミッドナイト・バス』は、新潟日報創業140周年記念事業として、ストラーダフィルムズと新潟日報社が共同製作。監督・製作者としてクレジットされている。

## 来歴
CF制作会社のプロダクションマネージャーを経て、1982年にフリーの助監督となり、藤田敏八監督『リボルバー』、大林宣彦監督『彼女が結婚しない理由』『青春デンデケデケデケ』『はるか、ノスタルジィ』、原田眞人監督『バウンス ko GALS』、台湾のエドワード・ヤン監督が2000年カンヌ国際映画祭監督賞を受賞した『ヤンヤン 夏の想い出』など、錚々たる名匠の作品で助監督を務める。
- 1993年『乳房』から主に根岸吉太郎に師事。1998年『絆 -きずな-』、中島みゆき『夜会』に助監督として参加している。
- 2004年に公開された監督デビュー作『ジャンプ』は、新藤兼人賞銀賞、みちのく国際ミステリー映画祭で新人監督奨励賞グランプリを受賞した。韓国の映画監督チャン・ソヌ、直木賞作家の熊谷達也、美術監督・稲垣尚夫が審査員を務めた第8回みちのく国際ミステリー映画祭では、監督としての力量が高く評価され「ドラマチックではない題材を一見さらりと生真面目に撮った映画のようで、奇を衒わない演出には処女作らしからぬ上手さが潜んでいる」そう評した映画評論家もいた。企画はかつて『永遠の1/2』を監督した根岸吉太郎。

- 2011年・大林宣彦監督の監督補佐として『この空の花 長岡花火物語』の制作に参加、AKB48のミュージックビデオ「So long !」のセカンドユニット・ディレクターも務める。
- 2017年・第151回直木三十五賞候補になった伊吹有喜の小説『ミッドナイト・バス』を再び原田泰造主演で映画化。上映時間157分という長尺ながら、撮影地となった新潟では『スター・ウォーズ/最後のジェダイ』を凌ぐ11万人超の観客動員数を記録、20週以上の超ロングランヒットになった。『ミッドナイト・バス』は、第30回東京国際映画祭・特別招待部門に正式出品されたほか、17th New York Asian Film Festival、北京国際映画祭、上海国際映画祭、ナント三大陸映画祭で上映され、2021年2月・韓国でも劇場公開された。朝日新聞の映画評で映画評論家の森直人は「隠れた実力者の、見逃してほしくない秀作である」と評価している。

## 監督作品
- ジャンプ（2004年）新藤兼人賞2003銀賞／みちのく国際ミステリー映画祭・新人監督奨励賞グランプリ受賞
- ミッドナイト・バス（2018年）監督／製作

## その他
長年の盟友で『ジャンプ』の原作者、佐藤正午の小説「スペインの雨」では文庫解説を執筆している。佐藤正午のエッセイ「ありのすさび」等には、竹下昌男と思しき映画監督が度々登場しており、その交友関係が読み取れて興味深い。「豚を盗む」の中で『ジャンプ』映画化に至る裏話も披露されており、「正午派」（小学館）では映画化されなかった佐藤正午原作「Ｙ」のシナリオ（佐藤正午と共同脚本）が完全収録されている。